# Pound for pound
L'espressione Pound for Pound (dall'inglese letteralmente "libbra per libbra") vuole indicare un criterio di classificazione che ordina per bravura atleti (tipicamente di discipline da combattimento) prescindendo dal loro peso.

## Origini del termine
Il termine nacque verso la fine degli anni quaranta, quando si verificò una disputa fra giornalisti di boxe riguardo al valore dell'allora campione del mondo dei pesi welter Sugar Ray Robinson. Un welter, per quanto bravo, non potrebbe essere materialmente paragonato a un massimo: il fattore peso falserebbe completamente l'incontro. I critici, valendosi della loro conoscenza dello sport, devono quindi cercare d'immaginare quale sarebbe l'esito di un confronto se gli atleti di diverse categorie avessero lo stesso peso.
Venne così stilata la prima classifica Pound for Pound, che attribuì proprio a Ray Robinson il primo posto.

## Pound for Pound oggi
È oramai abitudine delle riviste specializzate del settore pubblicare mensilmente la classifica Pound for Pound.

### Top 10 The Ring Magazine
Aggiornato al 19 marzo 2025.
| Posizione | Pugile           | Record         | Classe di peso       |
| --------- | ---------------- | -------------- | -------------------- |
| 1         | Oleksandr Usyk   | 23-0-0 (14 KO) | Pesi mediomassimi    |
| 2         | Naoya Inoue      | 29-0-0 (26 KO) | Pesi gallo           |
| 3         | Terence Crawford | 41-0-0 (31 KO) | Pesi welter          |
| 4         | Dmitrij Bivol    | 24-1-0 (12 KO) | Pesi mediomassimi    |
| 5         | Artur Beterbiev  | 21-1-0 (20 KO) | Pesi massimi leggeri |
| 6         | Jesse Rodriguez  | 21-0-0 (14 KO) | Pesi supermosca      |
| 7         | Saúl Álvarez     | 62-2-2 (39 KO) | Pesi supermedi       |
| 8         | Junto Nakatani   | 30-0-0 (23 KO) | Pesi gallo           |
| 9         | Devin Haney      | 31-0-0 (15 KO) | Pesi welter          |
| 10        | Kenshiro Teraji  | 25-1-0 (16 KO) | Pesi mosca           |

### Top 15 UFC
Aggiornato al 17 Maggio 2025.
| Posizione | Fighter               | Record  | Classe di peso        |
| --------- | --------------------- | ------- | --------------------- |
| 1         | Islam Machačev        | 27-1-0  | Pesi leggeri (C)      |
| 2         | Jon Jones             | 28-1-0  | Pesi massimi (C)      |
| 3         | Ilia Topuria          | 17-0-0  | Pesi leggeri          |
| 4         | Merab Dvalishvili     | 19-4-0  | Pesi gallo (C)        |
| 5         | Dricus Du Plessis     | 23-2-0  | Pesi medi (C)         |
| 6         | Magomed Ankalaev      | 21-1-1  | Pesi mediomassimi (C) |
| 7         | Alexander Volkanovski | 27-4-0  | Pesi piuma (C)        |
| 8         | Alex Pereira          | 12-3-0  | Pesi mediomassimi     |
| 9         | Jack Della Maddalena  | 18-2-0  | Pesi welter (C)       |
| 10        | Alexandre Pantoja     | 29-5-0  | Pesi mosca (C)        |
| 11        | Tom Aspinall          | 15-3-0  | Pesi massimi (IC)     |
| 12        | Max Holloway          | 26-8-0  | Pesi piuma            |
| 13        | Belal Muhammad        | 24-4-0  | Pesi welter           |
| 14        | Sean O'Malley         | 18-2-0  | Pesi gallo            |
| 15        | Charles Oliveira      | 35-10-0 | Pesi leggeri          |